# ペイライオス
ペイライオス（古希: Πείραιος, Peiraios）は、ギリシア神話の人物である。ホメーロスの叙事詩『オデュッセイアー』の登場人物で、イタケー島の有力者の1人であるクリュティオスの息子。オデュッセウスの息子テーレマコスの友人。『オデュッセイアー』では「槍の名手ペイライオス」と呼ばれている。

## 神話
テーレマコスがオデュッセウスの消息を知るため、ピュロス王ネストールを訪問した際に、ペイライオスも従者の1人として同行した。彼は従者の中でテーレマコスに最も忠実であったため、イタケー島に帰国した際は予言者テオクリュメノスの世話を依頼され、ペイライオスも快く応じた。ペイライオスはまたスパルタ王メネラーオスがテーレマコスに贈った財宝（メネラーオスの秘蔵の品で、シドン王パイディモスから譲られたという、ヘーパイストス作の銀製の混酒器）を自身の館に保管しており、イタケーの集会場までテオクリュメノスを案内したときは、財宝をオデュッセウスの館に運ばせるため下女をよこしてほしいとテーレマコスに頼んだ。これに対してテーレマコスは、今後、求婚者たちが自分を殺して先祖伝来の財産を山分けするようなことにでもなったなら、それらの財宝がペイライオスかあるいはその他の親しい人々の手に渡った方がましだと言って、ペイライオスの申し出を見送った。その後、テオクリュメノスはテーレマコスによって集会場からオデュッセウスの館に案内されたが、求婚者たちに腹を立てたため、オデュッセウスの館を出てペイライオスの館に去った。